# Túnel de la Mola
El Túnel de la Mola és el túnel que uneix Sóller amb el Port de Sóller, a Mallorca. Passa per davall de la muntanya anomenada La Mola, que li dona el nom.
Fou inaugurat el 24 de febrer de 2007. Durant la construcció, que va costar 21,5 milions euros, un operari va ser ferit de gravetat. La infraestructura té un traçat de 2.149 metres, dels quals uns 1.329 són en túnel. Es construí a eliminar el trànsit rodat de la primera línia de mar al nucli del Port de Sóller.
Des de la inauguració s'hi va establir un peatge. Des dels anys 2011 i 2012 hi va haver intenses protestes amb centenars de persones reclamant el rescat del túnel i que no s'haguessin de pagar més peatges. El 2015 el Consell de Mallorca es va comprometre a treballar per aconseguir-ne el rescat. El 2017 el Consell de Mallorca va rescatar els túnels, que es van obrir el 29 de desembre del 2017, malgrat problemes judicials.